# Robert Earl Hughes
Robert Earl Hughes (n. 4 iunie 1926, Monticello⁠(d), Missouri, SUA – d. 10 iulie 1958, Bremen⁠(d), Indiana, SUA) a fost un american considerat, în timpul vieții sale, omul cu cea mai mare greutate înregistrată vreodată în istoria lumii.

## Biografie
Robert Earl Hughes s-a născut în Baylis, Illinois, în anul 1926. La vârsta de șase ani, Robert cântărea aproximativ 92 kilograme (200 lb); la doisprezece ani, el cântărea 148 kilograme (330 lb). Greutatea lui excesivă a fost atribuită unei disfuncționalități glandei pituitare. La apogeul său de greutate, pieptul lui măsura 3,15 metri (10,3 ft), cântărind aproximativ 485 kilograme (1.070 lb).
În timpul vieții sale de adult, Hughes a apărut la carnavaluri și târguri. Pe 10 iulie 1958, Hughes a contractat rujeolă, care a avansat curând în uremie, dovedindu-se a fi fatală. A murit în Bremen, Indiana, la vârsta de 32 de ani.
Se spune de multe ori că a fost îngropat într-o cutie de pian. Această eroare provine din mediatizarea știrii în ediții succesive de Guinness Book of World Records, în care se regăsea propoziția: „El a fost îngropat într-un sicriu de mărimea unei cutii de pian.”. Piatra lui funerară amintește că el a fost cel mai greu om din lume la 1.041 pounzi (472 kg).

## Vezi și
- Obezitate

## Legături externe
- "LIFE" - Google Books
- "1041-Pound Man Flying to New York for TV" - Los Angeles Times Arhivat în 18 martie 2013, la Wayback Machine.
- "It's All in How You Look at It" - Kentucky New Era
- "Casket for World's Largest Man" - The Miami News[nefuncțională]
- "Against the Groin" - SI Vault Arhivat în 26 aprilie 2014, la Wayback Machine.
- "Yary, Just Growing Boy, Hopes to Weigh 290 By Next Season" - Los Angeles Times Arhivat în 18 martie 2013, la Wayback Machine.
- "Big heart: remembering Robert Earl Hughes, 1926-1958" - Google Books
- "Incredible!" - Google Books
- Robert Earl Hughes la Find a Grave